# Cotxa d'Eversmann
La cotxa d'Eversmann (Phoenicurus erythronotus) és una espècie d'ocell de la família dels muscicàpids (Muscicapidae) que habita boscos de coníferes, zones arbustives i rocoses de les muntanyes de l'Àsia central, a l'est del Kazakhstan, oest de la Xina, nord-oest de Mongòlia i sud-oest de Sibèria. El seu estat de conservació es considera de risc mínim.
La denominació d'Eversmann fa referència al natiuralista Eduard Friedrich Eversmann (1794-1860).